# Monumento natural Cañón Dashbashi
El monumento natural cañón Dashbashi (en georgiano: დაშბაშის კანიონი) forma parte del cañón de Khrami (también conocido como Ktsia) cerca de la aldea Dashbashi, a 3 km del pueblo de Tsalka, en el municipio de Tsalka, región de Kvemo Kartli, Georgia. El mismo se encuentra a unos 1,110-1,448 metros sobre el nivel del mar. La distancia desde el monumento hasta el popular parque nacional de Algeti es de 42 km.

## Morfología
El Cañón Dashbashi fue creado por la erosión de la meseta volcánica. Tiene aproximadamente 7 km de largo, medido a partir de la elevación a 1.448 metros sobre el nivel del mar (41°36.235′N 44°06.685′E / 41.603917, 44.111417) hasta los 1110 metros de altura (41°33.458′N 44°07.262′E / 41.557633, 44.121033). En promedio su profundidad es de 300 metros.

## Biodiversidad
La vegetación en la meseta volcánica, donde se formó el cañón, es bastante escasa en contraste con los diferentes micropaisajes del cañón. La variedad de plantas en las empinadas laderas y las cascadas está respaldada por un microclima característico.

## Atracciones turísticas

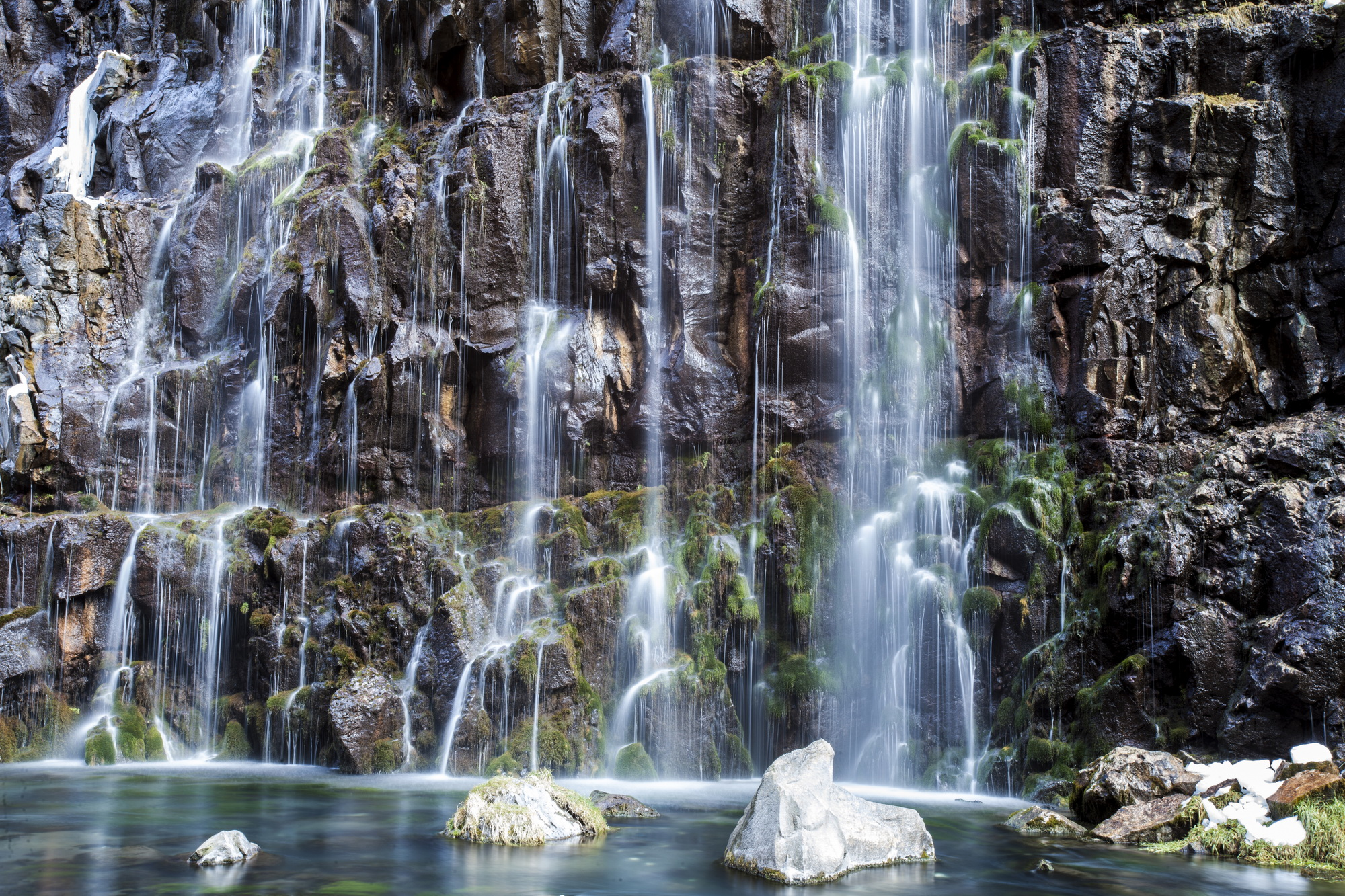
Cascada Dashbashi, situada en el fondo del cañón

El cañón es conocido por sus asombrosas cascadas, que brindan frescura en el verano. La cascada Dashbashi toma un exótico color esmeralda y forma docenas de cascadas heladas en el invierno.  En el camino al cañón a través de Tsalka están las ruinas de la fortaleza medieval Kldekari, el centro de resistencia de los Kldekari contra los reyes georgianos.